# 39. Festiwal Filmowy w Gdyni
39. Festiwal Filmowy w Gdyni 2014 – 39. edycja festiwalu filmowego, do 2011 r. noszącego nazwę Festiwal Polskich Filmów Fabularnych w Gdyni. Odbył się w dniach 15-20 września 2014.
Wielka Nagroda „Złotych Lwów” trafiła do rąk Łukasza Palkowskiego za film Bogowie. W gronie zwycięzców znaleźli się także m.in. Wojciech Smarzowski, który otrzymał „Srebrne Lwy” za Pod Mocnym Aniołem, Władysław Pasikowski nagrodzony za reżyserię filmu Jack Strong, Zofia Wichłacz i Tomasz Kot za najlepsze role aktorskie. Laureatem „Platynowych Lwów” za całokształt twórczości został reżyser Sylwester Chęciński.

## Repertuar

### Konkurs Główny
1. Bogowie – reż. Łukasz Palkowski
2. Fotograf – reż. Waldemar Krzystek
3. Hardkor Disko – reż. Krzysztof Skonieczny
4. Jack Strong – reż. Władysław Pasikowski
5. Jeziorak – reż. Michał Otłowski
6. Kebab i horoskop – reż. Grzegorz Jaroszuk
7. Miasto 44 – reż. Jan Komasa
8. Obietnica – reż. Anna Kazejak
9. Obywatel – reż. Jerzy Stuhr
10. Onirica - Psie Pole – reż. Lech Majewski
11. Pod Mocnym Aniołem – reż. Wojciech Smarzowski
12. Sąsiady – reż. Grzegorz Królikiewicz
13. Zbliżenia – reż. Magdalena Piekorz

### Konkurs Młodego Kina
1. 44 – reż. Aleksandra Górecka
2. Albert – reż. Daniel Wawrzyniak
3. Bóg zapłać – reż. Jakub Radej
4. Całe mnóstwo miłości – reż. Bartłomiej Kaczmarek
5. Chce mi się pić – reż. Emi Mazurkiewicz
6. Delegacja – reż. Arkadiusz Bartosiak
7. Dom Opieki – reż. Jakub Stolecki, Antonio Galdamez
8. Fragmenty – reż. Agnieszka Woszczyńska
9. Gorzko, gorzko! – reż. Julia Rogowska, Magdalena Załęcka
10. Gównojady – reż. Agata Wojcierowska
11. Konstelacje – reż. Aniela Gabryel
12. Larp – reż. Kordian Kądziela
13. Lato Miłości – reż. Marcin Filipowicz
14. Lena i ja – reż. Kalina Alabrudzińska
15. Mały palec – reż. Tomasz Cichoń
16. Mleczny brat – reż. Vahram Mkhitaryan
17. Mocna kawa wcale nie jest taka zła – reż. Aleksander Pietrzak
18. Mr. Bad Luck – reż. Bruno Brejt
19. Naturalni – reż. Kristoffer Rus
20. Sandland – reż. Bartłomiej Żmuda
21. Sierpień – reż. Tomasz Ślesicki
22. Skanonizacja – reż. Jan Grobliński
23. Syjamscy – reż. Joaquin Del Paso
24. Trzeci pokój – reż. Suk-Hwa Hong
25. Źle nam z oczu patrzy – reż. Arkadiusz Biedrzycki

## Skład jury

### Konkurs Główny
- Ryszard Bugajski
- Alexandru Baciu
- Tom Davia
- Maggie Lee
- Grzegorz Łoszewski
- Maria Sadowska
- Omar Sangare
- Olga Tokarczuk
- Małgorzata Zajączkowska

### Konkurs Młodego Kina
- Magdalena Łazarkiewicz
- Agnieszka Glińska
- Chris Fujiwara
- Eryk Lubos
- Arkadiusz Tomiak

## Werdykt
- Wielka Nagroda „Złote Lwy” dla najlepszego filmu – reżyser Łukasz Palkowski, producent Piotr Wożniak-Starak za film „Bogowie”
- Nagroda „Srebrne Lwy” – reżyser Wojciech Smarzowski, producent Jacek Rzehak za film „Pod Mocnym Aniołem”
- Nagroda „Platynowe Lwy” – Sylwester Chęciński
- Nagroda Specjalna Jury – reżyser  Jerzy Stuhr, producent Piotr Dzięcioł za film „Obywatel”

### Nagrody indywidualne
- Najlepsza reżyseria – Władysław Pasikowski za film „Jack Strong”
- Najlepszy scenariusz – Krzysztof Rak za film „Bogowie”
- Najlepszy debiut reżyserski – Krzysztof Skonieczny za film „Hardkor disko”
- Najlepsza główna rola kobieca – Zofia Wichłacz w filmie „Miasto 44”
- Najlepsza główna rola męska – Tomasz Kot w filmie „Bogowie”
- Najlepszy profesjonalny debiut aktorski – Sebastian Fabijański w filmie „Jeziorak” i Jaśmina Polak w filmie „Hardkor disko”
- Najlepsze zdjęcia – Kacper Fertacz za film „Hardkor disko”
- Najlepsza muzyka – Mikołaj Trzaska za film „Pod Mocnym Aniołem”
- Najlepsza scenografia – Wojciech Żegała za film „Bogowie”
- Najlepsza drugoplanowa rola kobieca – Elena Babenko w filmie „Fotograf”
- Najlepsza drugoplanowa rola męska – Dawid Ogrodnik w filmie „Obietnica”
- Najlepszy dźwięk – Bartosz Putkiewicz za film „Miasto 44”
- Najlepszy montaż – Paweł Laskowski za film „Pod Mocnym Aniołem”
- Najlepsza charakteryzacja – Agnieszka Hodowana i Aneta Brzozowska za film „Bogowie”
- Najlepsze kostiumy – Małgorzata Braszka i Michał Koralewski za film „Jack Strong”
- Najlepsze efekty specjalne – Vit Komrzy za film „Miasto 44”

### Nagroda Publiczności
- Grzegorz Jankowski „Polskie gówno”